# 人民正義党
人民正義党（PKR; マレー語: Parti Keadilan Rakyat)は、マレーシアの政党。社会正義を掲げており、中道リベラル政党と考えられている。

## 前史
1997年のアジア通貨危機に際して、アンワル・イブラヒム副首相兼財務相は国際通貨基金（IMF）主導の大幅な歳出削減を含む経済再生プランに賛成し、リベラルな経済政策を採用しようとした。しかし、これは当時の大公共事業計画を含むマハティール・ビン・モハマド首相の政策と相反するものであり、両者の対立は深まった。
1998年、アンワルはついに副首相を罷免され与党から追放され、さらに反マハティールの街頭キャンペーンを展開した後、混乱を危惧する政府により逮捕された。この際、アンワルは職権濫用のほか同性愛（マレーシアでは違法）の罪でも起訴された。

## 国民正義党から人民正義党へ
1999年、アンワルの無罪を信じ社会・経済政策の改革（レフォルマシ）の継続を信じる人びとが結集し、アンワル夫人のワン・アジサを党首として国民正義党（PKN）を結成して同年の総選挙に臨み、激しい官憲による弾圧にもかかわらずマハティール批判を展開し5議席を獲得した。
2003年8月、国民正義党は旧社会主義系のマレーシア人民党（英語：Malaysian People's Party、マレー語：Parti Rakyat Malaysia、略称：PRM）と合同して人民正義党（PKR）を結成した。
しかし2004年の総選挙では、登場したばかりのアブドラ・バダウィ首相の穏健でクリーンなイメージにマレーシア国民が大きな期待を寄せたため、野党陣営は与党に9割の議席を許す大敗を喫し、人民正義党もワン・アジサひとりの議席獲得にとどまった。

## アンワルの活動再開
2004年9月、マレーシア最高裁判所はアンワル・イブラヒムに同性愛罪での無罪判決を下した。アンワルは職権濫用では有罪となっていたためすぐに政治活動を再開することはできなかったが（マレーシアでは有罪判決を受けた者は刑期満了後も5年間、公民権が停止される）、野党陣営の連携のため可能な限り奔走することとなった。
アンワルは人民正義党を架け橋に、それまで対立しがちだった華人系中道左派の民主行動党（DAP）とマレー系イスラム主義右派の全マレーシア・イスラーム党の選挙協力体制を築きあげた。
2008年3月に行われた総選挙では、アンワル自身の立候補は公民権停止のためできなかったものの、UMNOはじめ与党連合・国民戦線の強権政治や汚職体質、縁故主義などへの強い批判や野党間の緊密な選挙協力体制が功を奏して人民正義党は一挙に31議席に躍進。野党全体でも82議席を獲得した。与党連合は下院議席の3分の2を割り込む大敗を喫した。また同時に行われた州議会選挙でも野党は一挙に5州で多数を握る大躍進となった。選挙後、特に民主行動党とのあいだでこれまでのマレー系優遇の社会経済政策（新経済政策）を是正し、全民族が公平に参加できるリベラルな社会経済制度の構築を強く訴えた。
2008年4月15日にはアンワルの公民権停止が解けたため、今後はより積極的な活動が展開されると予想されていたが、ワン・アジザの議員辞職に伴う2008年8月26日の下院補欠選挙で当選。国政に復帰することとなった。
2018年10月13日、下院補欠選挙にて大差で当選。政界への復帰を果たした。投票率は58%でアンワルは71%の票を獲得した。
2018年11月18日、アンワルは人民正義党の総裁に正式に就任した。
2022年11月19日、下院選挙で人民正義党を中核とする野党連合「希望連盟」が勝利し、11月24日人民正義党総裁のアンワルが首相に就任した。